# Station Maputo

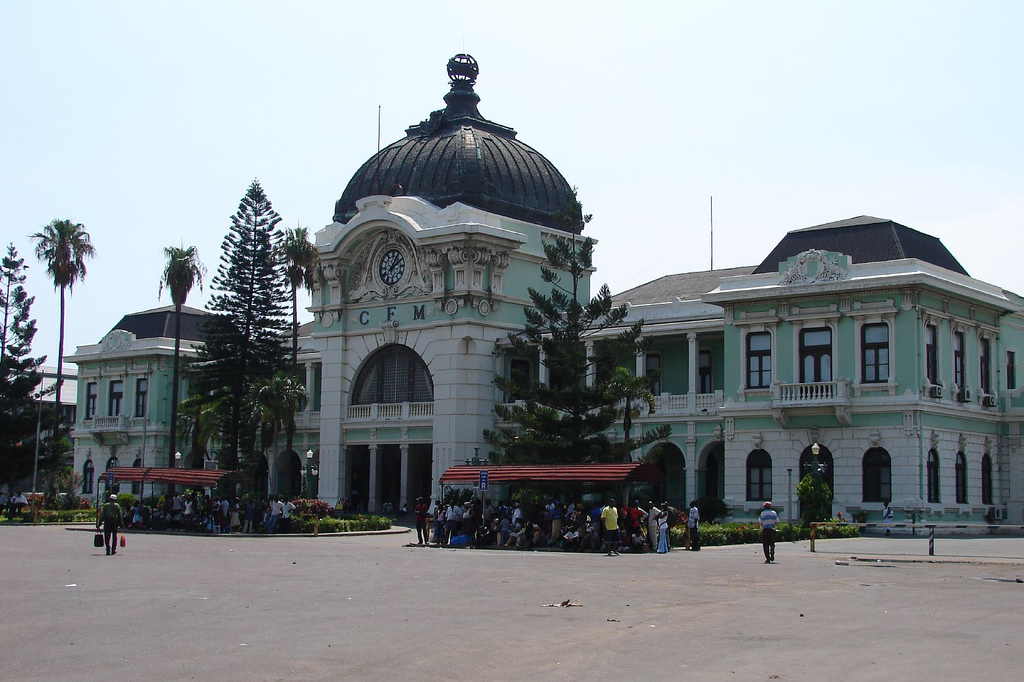
Treinstation, gebouwd tussen 1913 en 1916

Station Maputo (Portugees: Estação de Caminhos de Ferro de Maputo) is het treinstation van Maputo, de hoofdstad van Mozambique. Het is een imposant bouwwerk dat ontworpen werd door de architecten Alfredo Augusto Lisboa de Lima, Mário Veiga en Ferreira da Costa en gebouwd tussen 1913 en 1916. Het ontwerp wordt vaak onterecht toegeschreven aan Gustave Eiffel. Momenteel doet het gebouw dienst als kopstation van drie lijnen van de nationale spoorwegmaatschappij CFM, die de stad verbinden met Swaziland (de Goba-lijn), Zuid-Afrika (de Ressano Garcia-lijn) en Zimbabwe (de Limpopo-lijn).
Het huidige gebouw verving een ouder, eenvoudiger station, dat in 1895 gebouwd was bij de inhuldiging van de lijn naar het Zuid-Afrikaanse Pretoria.

## Internationale erkenning
In 2009 nam een artikel in het magazine Newsweek het station van Maputo op in de top 10 van de meest interessante stations ter wereld. De auteur noemt het station van Maputo "waarschijnlijk de mooiste terminus van Afrika".

## Galerij

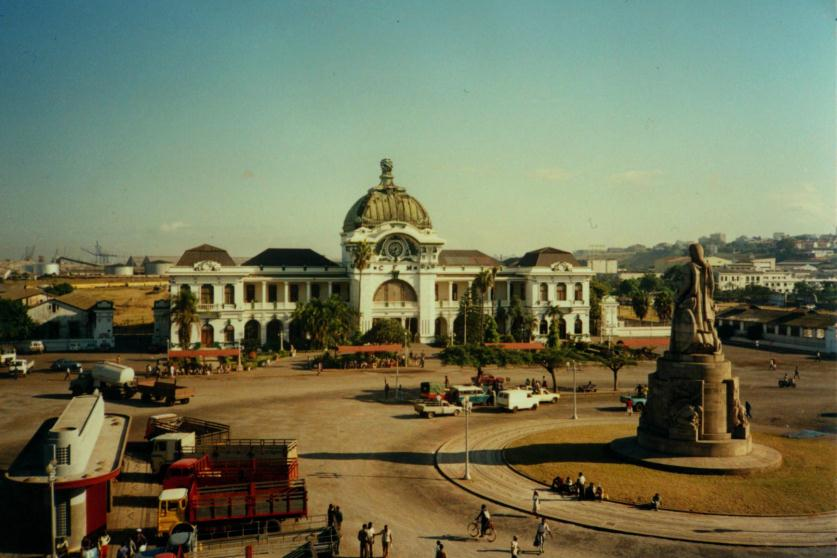
Beeld uit 1988
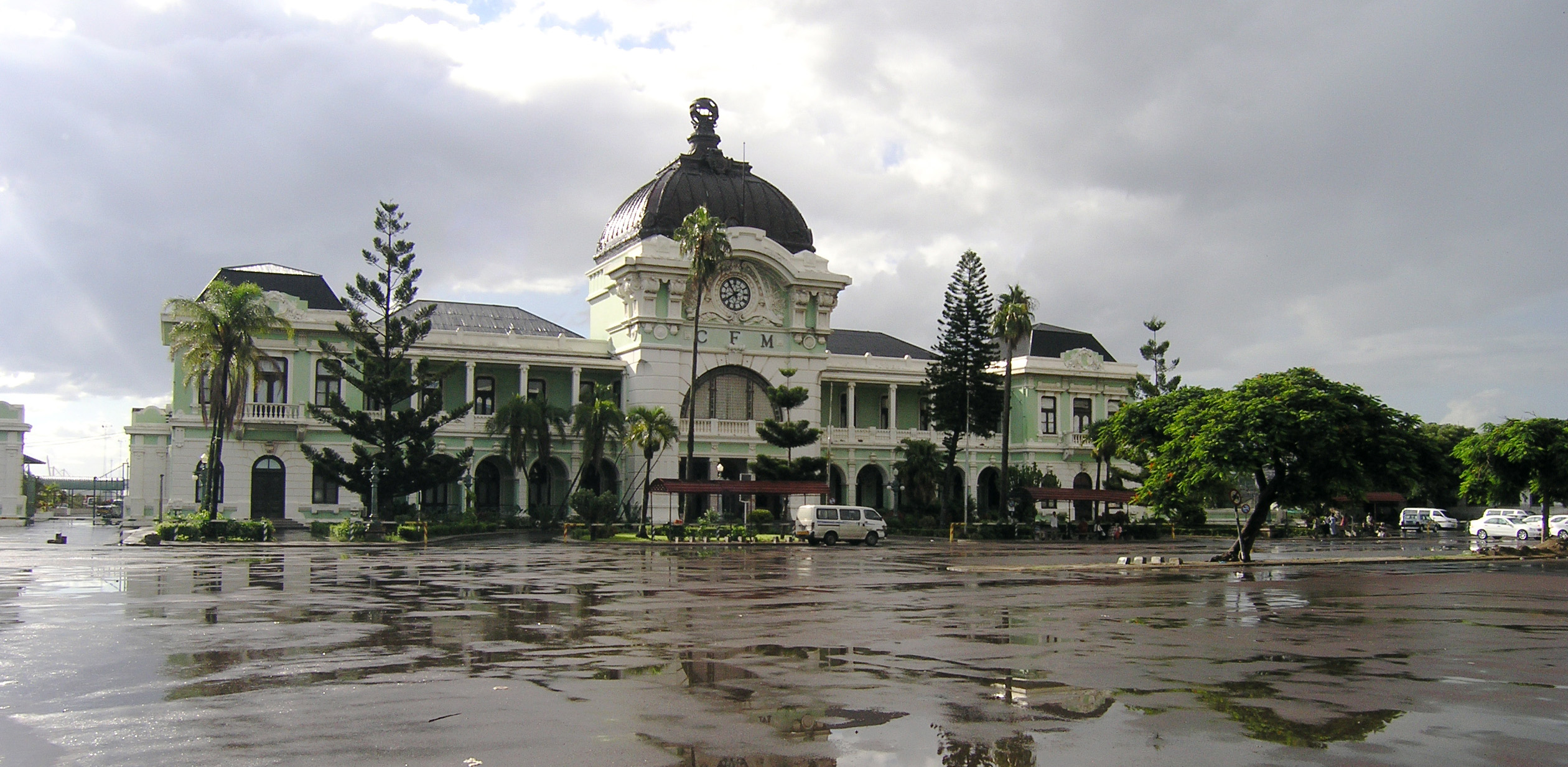
Algemeen zicht
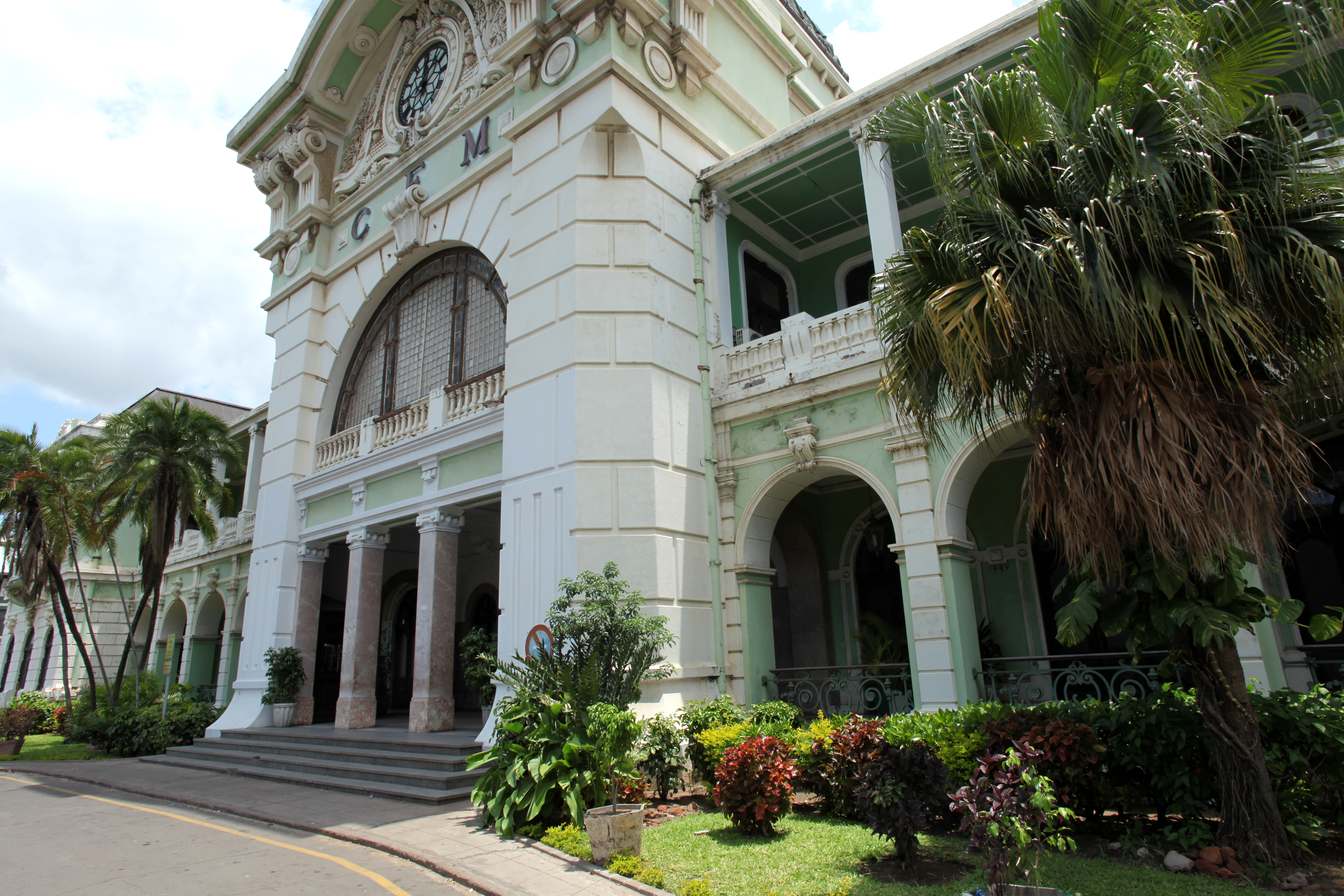
Toegang
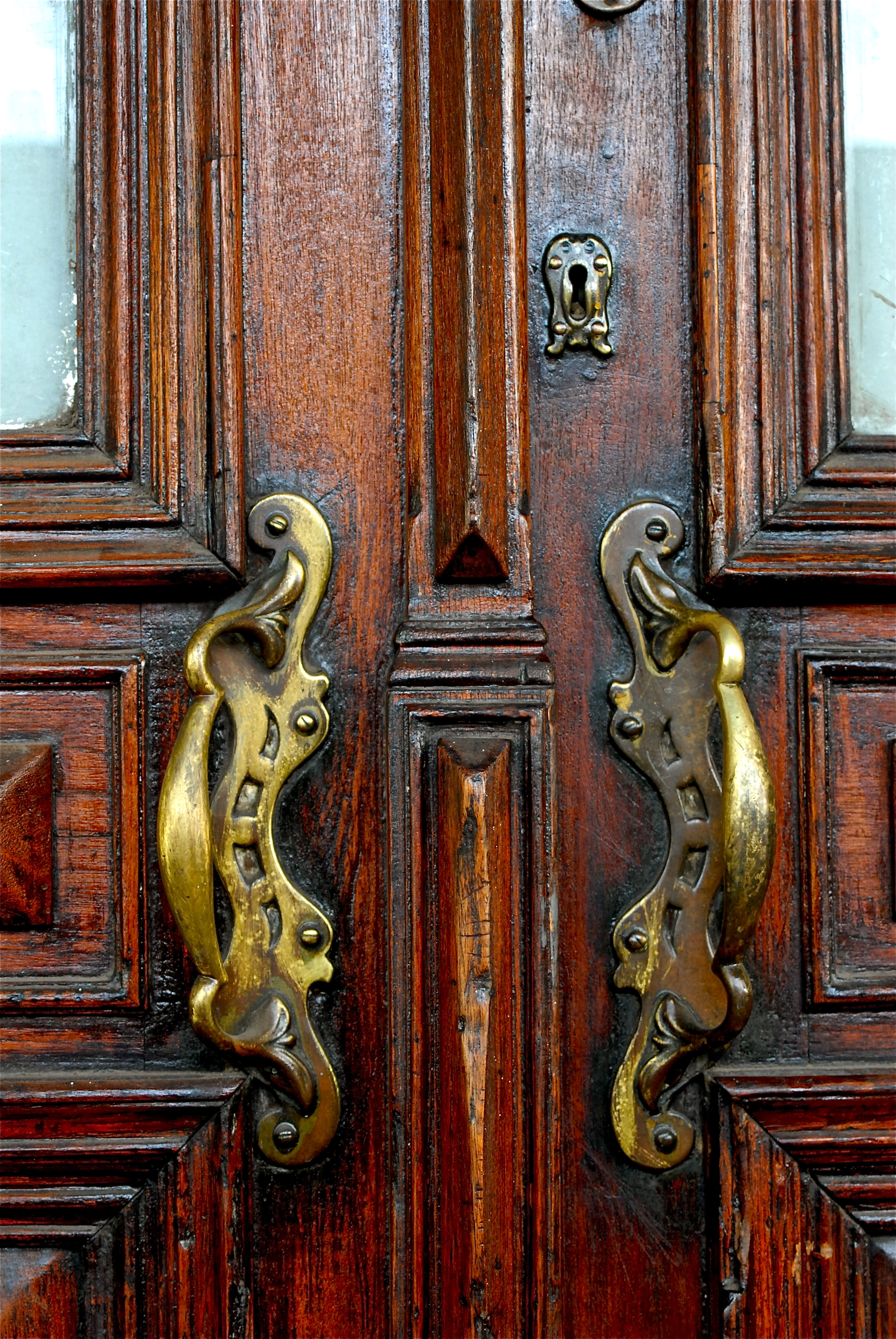
Deurknoppen
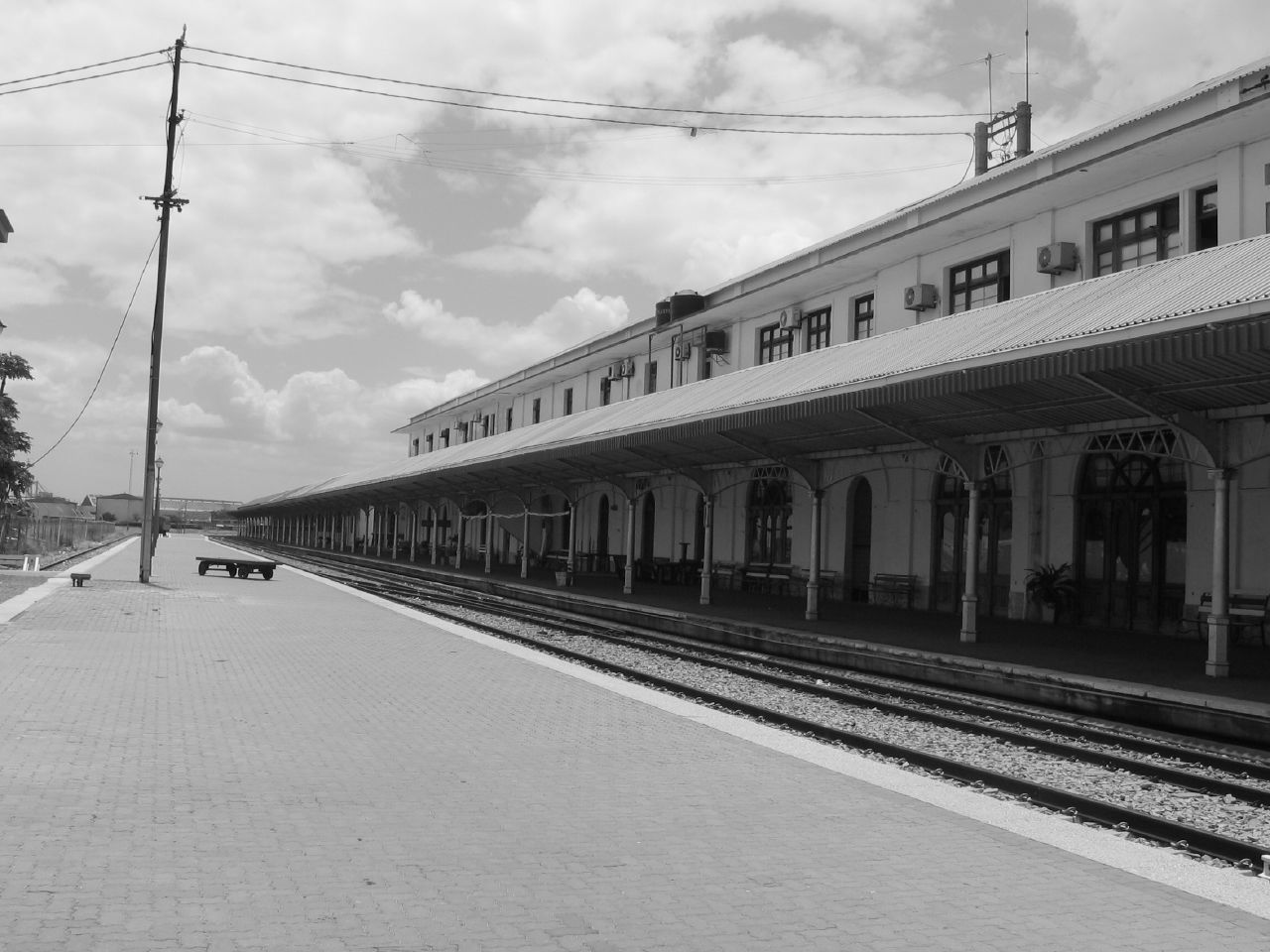
Zicht op het perron
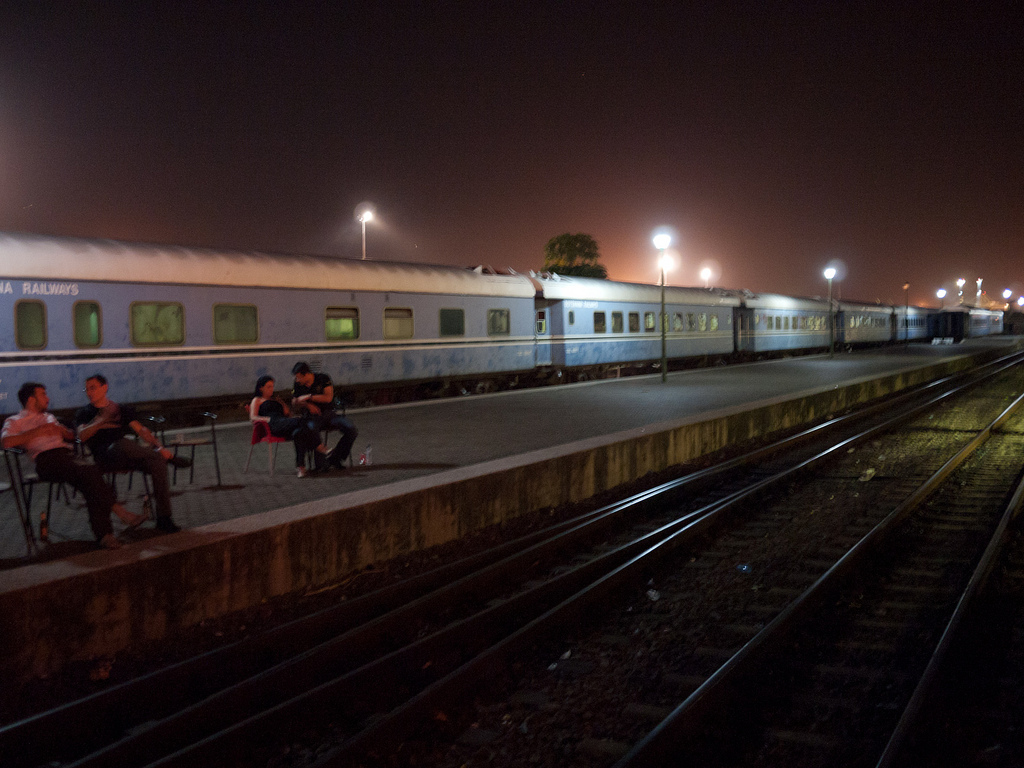
Het perron 's nachts